# Aisata Blackman
Aisata Blackman (* 24. Oktober 1979 in Amsterdam) ist eine niederländische Musicaldarstellerin.

## Leben und Karriere
Aisata Blackman wuchs im Stadtteil Zuidoost auf. Sie ist die Tochter einer Mutter von Saba und eines surinamischen Vaters.
In ihrer Heimat konnte sie durch die Teilnahme an der Soundmixshow (2001) und Idols (2005) erste TV-Erfahrungen sammeln. In Deutschland nahm Blackman 2012 an der zweiten Staffel von The Voice of Germany teil. Dort sang sie in den „Blind Auditions“ Nothing's Real but Love von Rebecca Ferguson, wonach Nena ihr Coach wurde. In der „Battle Round“ sang sie mit Nathalie Dorra das Lied You Can't Always Get What You Want von The Rolling Stones, worauf sie eine von Nenas Liveshow-Teilnehmern wurde. In der ersten Liveshow unterlag sie einer anderen Kandidatin sehr knapp.
Blackman begann 2015 mit einer Ensemble-Rolle sowie als Apollo Girl/Shirley/Ensemble in Rocky ihre Musicalkarriere. Anschließend war sie als Deloris van Cartier in der Tourproduktion von Sister Act zu sehen. 2017 und 2018 übernahm Blackman zum ersten Mal die Rolle der Rachel Marron in der Musicalproduktion Bodyguard im Palladium Theater in Stuttgart, welche auf dem gleichnamigen Film basiert. Dieselbe Rolle verkörperte sie in der Tourproduktion, die zwischen Herbst 2019 und Frühjahr 2020 erfolgte.
Bei der Wiederaufnahme im Oktober 2021 von Tina – Das Tina Turner Musical im Operettenhaus in Hamburg übernahm sie die Hauptrolle der Tina Turner. Seit März 2023 ist sie in derselben Rolle erneut zu sehen, dieses Mal im Stage Apollo Theater in Stuttgart.

## Engagements
- 2014: Show Boat als Ensemble, Bad Hersfelder Festspiele Bad Hersfeld
- 2015–2016: Rocky als Apollo Girl/Shirley/Ensemble, Palladium Theater Stuttgart
- 2016–2017: Sister Act als Deloris van Cartier, Tour
- 2017–2018: Bodyguard als Rachel Marron, Palladium Theater Stuttgart
- 2018–2019: Bat Out of Hell als Zahara, Metronom Theater Oberhausen
- 2019–2020: Bodyguard als Rachel Marron, Tour
- 2021–2022: Tina – Das Tina Turner Musical als Tina Turner, Operettenhaus Hamburg
- 2022–2023: Next to Normal als Diana Goodman, Staatstheater Kassel
- 2023–2024: Tina – Das Tina Turner Musical als Tina Turner, Stage Apollo Theater Stuttgart